# Elisabeth Hetzel
Elisabeth Hetzel, auch Elisabeth Hetzel-Hetzel (geb. Hetzel) (* 5. Dezember 1835, anderes Datum 15. Dezember 1835, in Binzen im Grossherzogtum Baden; † 1. Januar 1908 in Basel), war eine Schweizer Schriftstellerin in Baseldeutsch.

## Leben

### Familie
Elisabeth Hetzel war die Tochter des später nach Basel eingewanderten Fabrikanten Johannes Hetzel. 1838 erhielt sie die Heimatberechtigung von Basel. Ab 1860 war sie mit dem jüngsten Bruder ihres Vaters, dem Fabrikanten Andreas Hetzel, verheiratet; gemeinsam hatten sie zwei Söhne und eine Tochter.

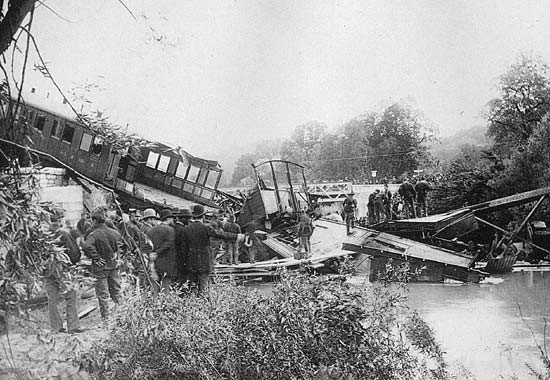
Foto des Eisenbahnunfalls von Münchenstein 1891

Sie verlor früh ihren Ehemann und die beiden Söhne, von denen einer während des Januaraufstands 1863 in Polen verstarb. Ihre Tochter Elise kam bei dem Eisenbahnunfall von Münchenstein am 14. Juni 1891 ums Leben; sie selbst überlebte das Unglück.
In Basel war sie am Claragraben 56 wohnhaft.

### Werdegang
Nach dem Schulbesuch in Basel und Yverdon-les-Bains hielt sich Elisabeth Hetzel von 1859 bis 1866 in Kalisch im Kongresspolen auf. Anschliessend war sie mit ihrer Familie wieder in Basel; dort übernahm und führte ihr Ehemann das Gut ihres Vaters.

### Schriftstellerisches Wirken
Elisabeth Hetzel war eine Hauptvertreterin der Basler Biedermeierdichtung und schrieb Erzählungen sowohl für Erwachsene als auch für Kinder, die sie teilweise auch in Dialekt schrieb, unter anderem 1879 Vergangene Tage und 1885 Haimelig! für Jung und Alt.
Durch den Tod ihrer Tochter verfasste sie 1891 ihren Bericht Aus tiefer Not und veröffentlichte 1908 den autobiografischen Text Aus meinem Leben. Nach ihrem Tod erschien Altfränkische Leut: eine zahme Geschichte aus bewegten Tagen. Sie schrieb auch für die Basler Nachrichten.

## Schriften (Auswahl)
- Vergangene Tage: Eine Basler Familiengeschichte. Detloff, Basel 1879.
- Die mutige That einer Baslerin. In: Basler Jahrbuch 1883, S. 202–219.
- Haimelig! für Jung und Alt. Birkhäuser, Basel 1895.
- Aus tiefer Noth: Erinnerungen an Mönchenstein, 14. Juni 1891. Buchdruckerei Wackernagel, Basel 1891.
- Lili und Dora unsri Zwilling: Baseldytsch fir de klaine Maiteli vorz’lese. E. Birkhäuser, Basel 1901.
- Aus meinem Leben. Buchdr. Berichthaus, Basel 1908.
- Altfränkische Leut: eine zahme Geschichte aus bewegten Tagen. Schaub-Buser, Sissach 1911.